# No One Is Innocent
Pour la chanson des Sex Pistols, voir No One Is Innocent (chanson).
No One Is Innocent, également stylisé [no one is innocent], est un groupe de rock et metal fusion français, originaire de Paris.

## Biographie

### Débuts (1993–1998)
Désirant monter un groupe de rock, Kemar (le chanteur) rencontre le bassiste Jérôme Suzat via une annonce déposée dans le quartier de Pigalle à Paris. En octobre 1992, Kemar découvre Rage Against the Machine lors d'un concert à l'Élysée-Montmartre en première partie de Suicidal Tendencies. Cette découverte agit comme une révélation quant au style musical vers lequel il souhaite s'orienter.
En 1993, No One Is Innocent prend forme dans les studios de répétition Ornano, Porte de Clignancourt à Paris, le groupe tire son nom d'un single des Sex Pistols sorti en 1978. L'enregistrement d'un mini-CD 4 titres et la participation aux Transmusicales de Rennes en décembre 1993 leur permet de rentrer en contact avec différents labels, ces rencontres débouchent par la signature avec la major Island Records.
Le groupe se révèle en 1994 avec leur premier album No One Is Innocent. En ce début des années 1990, No One is Innocent fait partie des groupes les plus en vue de la scène fusion française. Porté par le single La Peau qui bénéficie d'une programmation soutenue par des radios-jeunes comme Fun Radio ou Skyrock, le premier album du groupe est certifié disque d'or (100 000 ventes). D'origine arménienne, le chanteur, Kemar, signe le morceau Another Land, dénonçant le génocide arménien, estimant que « ce triste événement avait besoin d’être mis en lumière ».
Peu de temps après, ils sortent le maxi quatre titres Antipolitique en collaboration avec les groupes de rap EJM et Timide et sans complexe. Après une tournée de deux ans en France, Europe, Amérique du sud et Amérique du Nord, le groupe s'isole six mois et enregistre une première version de quelques nouveaux titres aux Real World studio de Peter Gabriel avec l'ingénieur du son écossais Simon Winestock qui avait mixé La Peau.
Pour l'enregistrement de leur deuxième album Utopia en 1996, le groupe part enregistrer aux États-Unis, à Woodstock, avec Ulrich Wild aux manettes. Le son de leur album, dont est extrait le single Nomenklatura, est caractérisé par l'utilisation par David Defour d'une guitare spéciale de Kemar à trois cordes bricolée sur une vieille guitare classique et à l'apport de samples réalisé par Spagg.
Durant la post-production de l'album, l'auteur Maurice G. Dantec participe avec Kemar à l'écriture de quelques textes et prête sa voix sur Neuromatrix et Nomenklatura. Des liens solides se créent jusqu'à ce que le groupe publie en 2004 un communiqué sur son site affirmant se désolidariser de l'auteur à la suite de ses propos dans le journal Minute[réf. nécessaire].
Utopia est un nouveau succès pour le groupe et se vend à plus de 50 000 exemplaires et à la suite d'une tournée pendant deux ans, le groupe décide de faire une pause en octobre 1998. Kemar publie dans la confidentialité en 2002 un album solo : Prénom Betty.

### Révolution.com(2004–2006)
À la suite de sa rencontre avec Kmille, un jeune compositeur venu de la scène électro, Kemar relance No One Is Innocent, accompagné par de nouveaux musiciens,. Le troisième album, intitulé Révolution.com sort en 2004 dans un style plus électro-rock. Les textes sont encore revendicateurs avec des titres comme : Où étions-nous ?, qui parle de la présence de Jean-Marie Le Pen au second tour de l'élection présidentielle de 2002, ou de US Festival, qui dénonce la politique étrangère des États-Unis. Sur cet album, Kemar commence à collaborer avec Emmanuel de Arriba pour l'écriture de plusieurs textes. Revolution.com rencontre un fort succès et le groupe fait une tournée énorme de plus de 100 dates.
En 2005 sort leur premier DVD, Siempre de Suerte qui retrace la tournée Révolution.com.

### GazolineetDrugstore(2007–2014)
En 2007 paraît l'album Gazoline, et son premier single La Peur qui aborde le thème du doute citoyen entre le vote utile et le vote contestataire. Sur cet album est présente la chanson Salut l'artiste, « hommage » à l'humour grinçant dédié à Jacques Chirac.
L'album Drugstore sort début février 2011, mêlant guitares et machines. Il inclut notamment le titre Johnny Rotten, composé à la suite d'une altercation pendant un festival entre le groupe et l'ancien leader des Sex Pistols.
À l'automne 2011, le groupe est invité sur les concerts de la tournée française The Wörld is Yours de Motörhead. Ils en assurent les premières parties à Toulouse, Clermont-Ferrand, Nantes, Lille et Paris, puis jouent à la Fête de l'Huma et, en juin 2012, font cinq Zéniths français avec Guns N' Roses.

### Propaganda(2015–2017)
En juin 2015 sort le sixième album, Propaganda, qui sonne comme un retour à l'ADN rock du groupe, avec l'arrivée de Popy à la deuxième guitare. Cet album est salué par certains critiques comme l'un des meilleurs albums de No One Is Innocent, notamment avec le titre hommage à Charlie Hebdo, ou encore Silencio, Djihad et Propaganda.
Les 23 et 26 mai 2015, le groupe assure la première partie d'AC/DC au Stade de France. Puis il enchaîne plus de 80 dates de la tournée Propaganda Tour, dont un passage au Hellfest 2016. Le 30 novembre 2015, deux semaines après les terribles attentats du 13 novembre en Île-de-France, le groupe décide d’inviter des journalistes et dessinateurs de Charlie Hebdo à venir s’exprimer sur la scène de La Cigale à Paris. En mai 2016, le groupe décide de sortir ce concert en DVD, qui s'intitule Barricades Live. La tournée Propaganda se poursuit et, en mars 2017, No One Is Innocent rejoint Tagada Jones pour une « mini-tournée électorale » qui débute le 1er avril, juste avant l'élection présidentielle de 2017.
En fin de tournée, Les Insus invitent le groupe pour assurer leurs premières parties les 15 et 16 septembre 2017 au Stade de France[réf. nécessaire].

### Frankenstein(2018-2019)
En 2018, le groupe sort un nouvel album studio, Frankenstein. Des titres comme À la gloire du marché, Ali king of the ring, Frankenstein, What the F*** évoquent et dénoncent la gouvernance de Donald Trump.
La tournée Frankenstein se termine par un concert au Hellfest en juin 2019.

### Ennemis(2020-2023)
Après quelques dates supplémentaires dans la lignée de la tournée de Frankenstein, le groupe décide de prendre le temps d’écrire son nouvel album. Cette pause coïncide avec les confinements liés à la pandémie de Covid-19. L’album Ennemis, décalé, sort finalement le 1er octobre 2021.

### Plainte pour agression sexuelle contre Kemar
En 2022, le chanteur du groupe, Kemar fait l'objet d'une plainte pour une agression sexuelle qu'il aurait commise en marge d'un concert en 2017. Le chanteur nie les accusations et son avocat annonce son intention de déposer plainte pour dénonciation calomnieuse. Dans ce cadre, l'ensemble des concerts programmés est reporté,. En novembre de cette même année, il est annoncé que le parquet de Paris a classé la plainte sans suite. 
En mars 2023, l'avocat de la victime annonce avoir déposé une nouvelle plainte avec constitution de partie civile avec versement de nouveaux éléments. En septembre 2024. le chanteur affirme n'avoir toujours reçu aucune nouvelle de cette relance et qu'il pourrait s'agir d'un effet d'annonce.  

### Fin du groupe annoncé (2024)
Début 2023, le batteur et les deux guitaristes annoncent quitter le groupe sans donner d'explications. Kemar et Tranbert remontent alors un nouveau line-up avec Mathys (batterie), Fred (guitare) et Marceau (guitare). Le groupe répète et part en résidence pour préparer la nouvelle tournée de No one is innocent[réf. nécessaire].
Le 27 septembre 2024, le groupe sort un best of intitulé Colères. À cette occasion, Kemar  annonce qu'il s'agit du dernier objet discographique suivi de la dernière tournée du groupe. La fatigue physique engendrée par les concerts qui obligerait le chanteur à restreindre l'énergie déployée lors des prestations est la raison invoquée. Le groupe déclare que la sortie de titres individuels est tout de même envisageable à l'avenir,.

## Membres
- Kemar (Marc Gulbenkian) - Chant.
- Tranbert - Basse
- Fred Mariolle - Guitare
- Mathys Dubois - Batterie
- Marceau Ranoux - Guitare

## Ex Membres
Ex membres :
- Bertrand Dessoliers
- Bertrand Laussinotte
- Camille Ballon
- David De Four
- Franck Dumarski
- François Maigret
- Gregory Abitbol
- Guy Perot
- Hakim Ouazad
- Jeremy Johnson
- Julien Reymond
- Matthieu Imberty
- Paul Atlas
- Thierry Molinier
- Yann Coste
- Jérôme Suzat - Basse
- Shanka - Guitare
- Popy - Guitare
- Gaël Chosson - Batterie